# 에미르 바이라미
부림 에미르 바이라미(알바니아어: Burim Emir Bajrami, 1988년 3월 7일, 프리슈티나 ~)는 코소보-알바니아계 스웨덴인 전 축구 선수이다. 그는 전 스웨덴 국가대표팀 일원이었다.

## 경력
2007년 4월, 그는 엘프스보리 시절 외레브로를 상대로 알스벤스칸 1호골을 득점하였다. 2010년 8월, 트벤터에서 리그 데뷔전을 치른지 1주 후, 스코틀랜드와의 국가대표팀 친선 경기에서 첫 골을 넣었다.
그는 2009년 UEFA U-21 축구 선수권 대회에 참가한 스웨덴 U-21 국가대표팀 일원이었고, 2010년 1월 20일, 오만과의 경기에서 스웨덴 성인 국가대표팀 데뷔전을 치렀다.
그는 청소년 시절 밴디를 했었고, 청소년 국가대표팀에 발탁되기도 하였다.
2013년 6월 4일, 바이라미는 파나티나이코스와 3년 계약을 맺었다.

## 국가대표팀 득점 기록
| 골 | 날짜            | 경기장                            | 상대       | 점수 | 결과 | 대회                  |
| -- | --------------- | --------------------------------- | ---------- | ---- | ---- | --------------------- |
| 1. | 2010년 8월 11일 | 로순다 스타디온, 스톡홀름, 스웨덴 | 스코틀랜드 | 2–0  | 3–0  | 친선경기              |
| 2. | 2011년 6월 7일  | 로순다 스타디온, 스톡홀름, 스웨덴 | 핀란드     | 5–0  | 5–0  | UEFA 유로 2012 예선전 |

## 수상
엘프스보리
- 스벤스카 수페르쿠펜: 2007

트벤터
- KNVB컵: 2010-11

모나코
- 리그 2: 2012-13

파나티나이코스
- 그리스 컵: 2013-14